# St. Benno (Türkheim)
St. Benno war eine römisch-katholische Kapelle im oberschwäbischen Türkheim.
Sie wurde aufgrund eines Gelübdes von Herzog Maximilian Philipp von Bayern 1681 von Johann Schmuzer nach einem Riss von 1680 erbaut. Die Weihe durch Weihbischof Eustachius Egolph von Westernach erfolgte am 4. April 1684.
Der südlich des Ortes gelegene Rundbau mit oben und unten eingezogenen rundbogigen Fenstern besaß ein Kuppeldach und einen niedrigeren Altarraum mit quadratischem Grundriss und abgewalmtem Dach. Innen war sie mit Stuckdekor ausgestattet und besaß einen 1682 von dem Maler von Wiedergeltingen gefassten Stuckaltar. Um 1705 wurde der Altar von Johann Bergmüller verändert und neu gefasst. Das kleine Altarbild mit einer Immaculata malte sein Sohn Johann Georg Bergmüller. Das Kuppeldach wurde 1721 verändert, das Innere 1775 von dem Maurermeister Johann Georg Ege restauriert. Auch ein vermutlich später angebautes hölzernes Langhaus wird erwähnt.
Im Jahre 1807 wurde die Kapelle abgebrochen. Die Figur des heiligen Benno befindet sich jetzt in der Pfarrkirche Mariä Himmelfahrt.